# Museo Nacional de Arte Decorativo
Museo Nacional de Arte Decorativo – muzeum sztuki w Buenos Aires, w Argentynie.

## Historia
Narodowe Muzeum Sztuki Dekoracyjnej zostało założone w 1937 roku w pałacowej rezydencji należącej do rodziny Alvear. Członkowie rodziny Alvear, Martias Errazuriz i Josefina de Alvear, pochodzili z zamożnych, wpływowych rodów. Oboje byli mecenasami sztuki i zagorzałymi jej kolekcjonerami; skupywali obrazy, rzeźby i inne antyczne artefakty. W latach 1911–1917 wybudowali dla siebie rezydencję we francuskim stylu neoklasycystycznym. Jego projektantem był René Sergent. W 1935 roku zmarł Errazuriz, wdowa po nim postanowiła przekazać posiadłość rządowi, który przejął budynek w 1937 roku otwarto Mueum Sztuki Dekoracyjnej.

## Kolekcja
Muzeum posiada dziewięć stałych kolekcji liczących w sumie ponad 4 tys. eksponatów. W muzeum można obejrzeć obrazy m.in. El Greca Chrystus niosący krzyż, Fragonarda czy Moneta oraz rzeźby, chińską ceramikę i porcelanę.